# Покровський Микола Дмитрович
Мико́ла Дми́трович Покро́вський (28 жовтня (15 жовтня) 1901, Тульчин — 16 липня 1985, Одеса) — український диригент, професор Одеської консерваторії, головний диригент і художній керівник Одеського театру опери і балету. Народний артист Української РСР (1948). Член Музичного товариства імені Миколи Леонтовича.

## Життєпис
Народився 15 жовтня 1901 року в Тульчині у родині директора комерційного училища Дмитра Івановича Покровського та доньки священика з села Війтівка Домнікії Артем'ївни (до шлюбу Карпович-Висоцька).
Мати його мала чудовий голос, гарно співала, грала на фортепіано, чому навчила своїх дітей — Олексія, Валентину і Миколу. Дмитро Іванович викладав в єпархіальному училищі, працював директором комерційного училища, свого часу вчителював з видатним українським композитором М. Д. Леонтовичем, через що віддав Миколу до нього на навчання.
Композитор довірив молодому хористу і своєму учневі місце диригента в капелі. Після трагічної загибелі Леонтовича, Микола Покровський стає керівником капели, яка згодом отримала ім'я М. Д. Леонтовича. 1921 року залишає капелу заради навчання у Києві.
1925 — закінчує Державний музично-драматичний інститут імені М. В. Лисенка (клас М. А. Малька).
1924—1926 — музичний режисер театру Леся Курбаса «Березіль» у Києві.
1926—1933 — диригент оперного театру в Одесі.
1934—1940 — диригент Харківського оперного театру.
1944—1975 — головний диригент Одеського оперного театру.
1940—1941 — головний диригент Львівського оперного театру.
1941—1944 — в евакуації. Головний диригент об'єднаного Харківського і Київського оперних театрів (Іркутськ, з 1942).
З 1947 — викладач, а з 1963 — професор Одеської консерваторії. Серед його учнів: Борис Гмиря, Галина Олійниченко, Белла Руденко, Галина Поліванова та інші.
1945—1965 — головний диригент і художній керівник Одеського театру опери і балету.
Микола Дмитрович пішов з життя 1985 року.

## Родина
Дружина: Доротея (Дора) Пилипівна Алідорт (1907—1986), балерина Одеського театру опери та балету, педагог-репетитор.
Син: Ігор Миколайович Покровський — одеський журналіст, телеведучий та медіаменеджер, заслужений журналіст України засновник та керівник телеканалів «Медіа-інформ», «ТА-Одеса» та «Нова Одеса».